# 郑安平
郑安平（？—前255年），《吕氏春秋》作郑平，战国时期魏国人。郑安平曾帮助范雎逃往秦国，范雎出任秦国国相后，郑安平被举荐为将军，后因邯郸之战被赵军包围而投降赵国，被封为武阳君。

## 生平
魏国人范雎因受魏国国相魏齐的迫害，遭鞭笞后胁折齿断，装死隐匿于厕所之中。后范雎得到看守的帮助得以逃脱，魏齐派人追捕，郑安平一面帮助范雎化名为张禄，隐匿躲藏；一面假扮成差役，接近奉命出使魏国的秦国谒者王稽。当王稽向郑安平询问魏国是否有贤才想要投奔秦国时，郑安平向他推荐范雎。为了躲避魏齐的追杀，王稽与郑安平约定夜晚与范雎会见。在会见谈话中，王稽发现范雎是个贤才，三人约定在三亭冈（今河南省开封市西）会和后一起返回秦国。范雎向秦昭襄王献上远交近攻之策以及废宣太后，驱逐穰侯魏冉、高陵君公子巿、涇陽君公子悝和華陽君芈戎等四贵之计后，得到秦昭襄王的重用出任秦国国相，郑安平被保举为将军。
前258年，邯郸之战爆发，秦昭襄王命五大夫王陵围攻赵国首都邯郸（今河北省邯郸市），久攻不下。次年，秦昭襄王增派兵力，另派王龁接替王陵，又派郑安平率军五万增援。郑安平遭到赵军包围后被迫率军兩萬投降赵国，被赵孝成王封为武阳君。前255年，郑安平死于赵国，其封地被收回。

## 文学形象
长篇历史小说《东周列国志》中，郑安平于第九十七回《死范雎计逃秦国 假张禄廷辱魏使》中登场，生平与《史记》记载基本相同。在第九十八回《质平原秦王索魏齐 败长平白起坑赵卒》中，郑安平受范雎推荐，任偏将军。在第一百回《鲁仲连不肯帝秦 信陵君窃符救赵》中，郑安平所率军队被信陵君所率魏军包围，投降魏国，其家属因罪遭灭门。